# مددکاری اجتماعی نظامی
مددکاری اجتماعی نظامی بر افزایش رفاه ذهنی، اجتماعی و عاطفی پرسنل فعال نظامی، جانبازان و خانواده‌های آنها متمرکز است. از طریق تشخیص، مشاوره، درمان و ارجاع به منابع، یک مددکار اجتماعی نیروهای مسلح می‌تواند به خانواده‌های نظامی کمک کند تا زندگی با کیفیت بهتری داشته باشند.
مسائلی که معمولاً در جانبازان و سربازان وظیفه تشخیص داده می‌شود عبارتند از  PTSD،  افسردگی، سوء مصرف مواد، اختلالات سازگاری و  اضطراب. چه در حالت مددکار اجتماعی در نقش سرباز وظیفه و چه در موقعیت یک مددکار اجتماعی نظامی، افرادی که در مددکاری اجتماعی نظامی فعالیت دارند، سیستم حمایتی مورد نیاز را برای پرسنل نظامی و خانواده‌هایشان فراهم می‌آورند.
در طی یک مطالعه ۵ ساله، نزدیک به ۵۰۰٬۰۰۰ نفر از نیروهای پرسنل نظامی کادر و وظیفه شناسایی شدند که حداقل به یکی از انواع  اختلالات سلامت روان مبتلا بودند.
اعضای نیروهای مسلح و خانواده‌های آنها با شرایط استرس زا بیگانه نیستند. استقرار، جنگ، جدایی، و مسئولیت‌های روزانه ارتش می‌تواند به نیازمندی‌های  حمایت‌های اجتماعی و  سلامت روان منجر شود.
مددکاری اجتماعی در ارتش مانند سایر انواع حوزه‌های مددکاری اجتماعی، شامل انجام اقدامات و ارزیابی سلامت روان می‌شود. هنگامی که ارزیابی انجام شد، مددکاران اجتماعی نظامی مسائل را تشخیص داده و درمان و حمایت را برای افزایش  رفاه اجتماعی و روانی بیماران خود ارائه می‌کنند.

## وظایف افراد شاغل در مددکاری اجتماعی نظامی
برخی از وظایف مشترک افرادی که در مشاغل مددکاری اجتماعی نظامی فعالیت دارند عبارتند از:
- مشاوره (فردی، خانوادگی و گروهی)
- بهداشت روان
- روان درمانی
- مداخله در بحران
- ارجاع به منابع اجتماعی (مالی، گروه‌های حمایت از همسران افراد نظامی و …)
- کمک در مسیر انتقال به زندگی پس از استقرار
- کمک در مسیر انتقال به زندگی پس از سربازی (آموزش شغلی، پشتیبانی سربازان قدیمی و غیره)

## مشاغل مددکاری اجتماعی نظامی
وجه تمایز مشاغل مددکاری اجتماعی نظامی، تفاوت در ساختاری است که فعالیت‌های حمایتی مددکاران اجتماعی در آن انجام می‌شود. به عنوان مثال، یک مجموعه قوانین سختگیرانه از سیستم فرماندهی و رویه فعالیت در نیروهای مسلح وجود دارد که یک مددکار اجتماعی شاغل در نیروی هوایی، نیروی دریایی، ارتش یا شاخه دیگری از ارتش، لازم است از آن‌ها مطلع باشد.
اگر مددکار اجتماعی در  خدمت سربازی باشد، زندگی آنها بسیار شبیه زندگی سایر افسران نظامی خواهد بود. افرادی که با ارتش به عنوان یک نیروی غیرنظامی همکاری می‌کنند مشمول شرایط یکسانی مانند پوشیدن یونیفورم، قراردادهای نظامی، سلام دادن به مافوق و غیره نمی‌باشند.

## مددکاران اجتماعی نظامی
مددکاران اجتماعی نظامی همچنین در درمان انواع مشکلات و اختلالات سلامت روان، به صورت مشترک برای اعضای ارتش، جانبازان و خانواده‌های آنها تخصص خواهند داشت.
به دلیل اعزام نظامیان به مناطق مختلف، خانواده‌های نظامی اغلب برای مدت طولانی از یکدیگر جدا می‌شوند. این موضوع می‌تواند باعث افسردگی، مصرف مواد و سایر اختلالات سلامت روان شود که مددکاران اجتماعی نظامی برای آنها برنامه‌های درمانی متناسب با مشکل ارائه خواهند کرد.
تروما همچنین در آن دسته از نظامیان فعال و جانبازانی که در صحنه‌های نبرد بوده‌اند شایع است. این مسئله می‌تواند منجر به مشکلات جدی همچون اختلال استرس پس از سانحه (PTSD)،  آسیب مغزی تروماتیک (TBI) و سایر اختلالات شود.